# Ampelisca spooneri
Ampelisca spooneri är en kräftdjursart som beskrevs av Dauvin och Bellan-santini 1982. Ampelisca spooneri ingår i släktet Ampelisca och familjen Ampeliscidae. Inga underarter finns listade i Catalogue of Life.